# Bancroft (Canada)
Bancroft is een plaats (town) in de Canadese provincie Ontario en telt 3838 inwoners (2006). De oppervlakte bedraagt 227,8 km².
In Bancroft was een ondergrondse uraniummijn die van 1954 tot 1964 en van 1975 tot 1982 operationeel was.